# Acacia sirissa
Acacia sirissa é uma espécie de leguminosa do gênero Acacia, pertencente à família Fabaceae.